# My Little Pony – Der Film
My Little Pony – Der Film (englisch My Little Pony: The Movie) ist ein musikalischer Zeichentrickfilm aus dem Jahr 2017, der auf der Fernsehserie My Little Pony – Freundschaft ist Magie basiert. Regie führt Jayson Thiessen und das Drehbuch stammt von Meghan McCarthy. Der Film wurde am 24. September 2017 in New York City uraufgeführt und am 6. Oktober 2017 in den USA und Kanada über Lions Gate Entertainment veröffentlicht. In Deutschland und in der Schweiz wurde der Film am 5. Oktober 2017 veröffentlicht und wird von Tobis Film und Impuls Pictures vertrieben. In Österreich wurde der Film am 6. Oktober 2017 veröffentlicht, vertrieben von Constantin Film.

## Handlung
Die Ponys von Equestria bereiten sich auf ihr erstes Freundschaftsfest vor, das von Prinzessin Twilight Sparkle in Canterlot überwacht wird. Die Festlichkeiten werden durch eine Invasion von monströsen Sturmkreaturen unterbrochen. Geleitet wird der Angriff von dem Einhorn Tempest Shadow. Das Einhorn hat ein abgebrochenes Horn, kann jedoch magische Obsidiankugeln verwenden, um die vier Prinzessinnen zu versteinern. Prinzessin Celestia drängt Prinzessin Luna erfolglos, südlich von Equestria Hilfe zu holen und die Königin der Hippos zu erreichen. Jedoch werden alle drei Prinzessinnen versteinert. Twilight flieht mit ihren fünf Ponyfreunden und ihrem Assistenten, dem Drachen Spike, um die Hippo-Königin aufzusuchen. Tempest wird von ihrem Vorgesetzten, dem Sturmkönig, kontaktiert, der sie daran erinnert, alle Prinzessinnen von Equestria zu sammeln, damit er seine Anhänger mit deren Magie aktivieren kann. Er verspricht, ihr Horn im Gegenzug wiederherzustellen.
In der Wüstenstadt Klugetown bietet ein katzenartiger Trickbetrüger namens Capper fälschlicherweise den Ponys an, sie zu der Königin zu bringen, was sich jedoch als Hinterhalt entpuppt, um seine Schulden bei einem Gangster zu begleichen. Er schließt Freundschaft mit ihnen, nachdem Rarity seinen Mantel großzügig ausbessert. Twilight entdeckt einen Atlas in Cappers Regal, der den Aufenthaltsort der „Flusspferde“ enthüllt und zeigt, dass es sich um Hippogreife handelt. Der Gangster erscheint und will die Ponys mitnehmen. Doch Tempest setzt den Gangster außer Gefecht. Sie verfolgt mit Capper im Schlepptau die fliehenden Ponys. Diese retten sich auf ein Luftschiff und sind zunächst in Sicherheit. Tempest verhört Capper über den Aufenthaltsort von Twilight, aber er gibt einen falschen Ort an, damit Twilight Zeit gewinnt. Auf dem Luftschiff werden die Ponys von der Mannschaft entdeckt. Die Vogelmannschaft des Luftschiffs zögert, die sieben Passagiere über Bord zu werfen. Während einer Mittagspause stellt sich die Mannschaft als ehemalige Piratenbande heraus, die in den Dienst des Sturmkönigs gezwungen worden sind. Rainbow Dash überredet die Piraten, die Befehle des Königs zu vergessen und sie auf der Reise zu den Hippogreifen zu begleiten. Sie nehmen Kurs auf den Mount Aris, und Rainbow Dash führt einen Sonic Rainboom vor, der jedoch ihren Standort an Tempest verrät. Verärgert durch die Unachtsamkeit ihrer Freunde, entwickelt Twilight einen Fluchtplan und flieht mit ihren Ponyfreunden in einem Heißluftballon. Tempest zerstört aus Wut darüber das Schiff der Piraten im Beisein von Capper.
Die sieben erreichen den Berg Aris. Nachdem sie einer Stimme zu einem Brunnen gefolgt sind, werden sie in einen Strudel mitgerissen. Dort treffen sie auf das Seapony Prinzessin Skystar, das ihnen Luftblasenhelme gibt und sie zu ihrem Unterwasserhaus von Seaquestria bringt. Skystar identifiziert ihre Art als die Hippogreife, die in Seaponys verwandelt wurden, und zwar mit Hilfe einer magischen Perle, die von ihrer Mutter, Königin Novo, benutzt wurde, um sich vor dem Sturmkönig zu verstecken. Novo verwandelt die Ponys in Seaponys und Spike in einen Kugelfisch. Als Novo ihnen die Perle nicht geben will, versucht Twilight, die Perle zu stehlen. Pinkie und die anderen hingegen schaffen es, durch ein Lied Novos Meinung zu ändern. Twilight löst jedoch einen Alarm aus, und die wütende Novo verbannt alle sieben an die Wasseroberfläche. Nach einem Streit mit ihren Freunden wird Twilight von Tempest entführt. Tempest erzählt Twilight ihre Geschichte: Als sie noch ein kleines Fohlen war, verlor sie bei einem Angriff eines Monsters ihr Horn. Da sie deswegen nur noch unkontrollierte Funken versprühen konnte, wandten sich ihre Freunde aus Angst davor, von ihr ab und sie lebte seitdem alleine. Währenddessen vereinigen sich Twilights Freunde mit Capper, den Piraten und dem Hippogreif Skystar, die die magische Perle heimlich mitgenommen hat, um Canterlot zu infiltrieren und um Twilight zu retten. Als sie die Armee des Königs aufgehalten haben, schickt der Sturmkönig einen Tornado auf die Stadt zu. Tempest, die zuvor vom König verraten wurde, kämpft nun gegen den König und ist im Begriff, von Balkon des Schlosses zu stürzen, als Twilight sie rettet. Twilight springt auf den Sturmkönig zu und kann ihm das Zepter entreißen. Der Sturmkönig schleudert eine Obsidian-Kugel auf die sieben, aber Tempest springt vor die Ponys und wird zusammen mit dem König versteinert. Der Körper des Sturmkönigs fällt hinunter und zerbricht, während Twilight und ihre Freunde die Magie des Stabes benutzen, um Tempest zu retten. Die anderen versteinerten Ponys werden zurückverwandelt. Das Freundschaftsfest wird fortgesetzt, und die Ponys feiern mit all den Verbündeten, die sie auf ihrem Abenteuer kennen gelernt haben. Tempest wird von Twilight überzeugt, sich ihnen anzuschließen. Sie will Twilight und den anderen ein Feuerwerk zeigen, indem sie diesmal kontrollierte Funken von ihrem abgebrochenen Horn abfeuert. Tempest und Twilight sind glücklich, weil die Gesellschaft von Ponyville Tempest als neue Bewohnerin akzeptiert und Tempest die Magie der Freundschaft zu den anderen.

## Synchronisation
Synchronfirma: SDI Media Germany GmbH, Berlin
Dialogbuch & Dialogregie: Tanja Schmitz

| Rolle              | Englische Sprecher                                 | Deutsche Sprecher                               |
| ------------------ | -------------------------------------------------- | ----------------------------------------------- |
| Twilight Sparkle   | Tara Strong (Dialog) Rebecca Shoichet (Gesang)     | Julia Meynen (Dialog) Saskia Tanfal (Gesang)    |
| Applejack          | Ashleigh Ball                                      | Lydia Morgenstern                               |
| Fluttershy         | Andrea Libman                                      | Julia Stoepel                                   |
| Pinkie Pie         | Andrea Libman (Dialog) Shannon Chan-Kent (Gesang)  | Jennifer Weiß (Dialog) Magdalena Turba (Gesang) |
| Rainbow Dash       | Ashleigh Ball                                      | Tanja Schmitz (Dialog) Tina Hansch (Gesang)     |
| Rarity             | Tabitha St. Germain (Dialog) Kazumi Evans (Gesang) | Rubina Nath (Dialog) Romina Langenhan (Gesang)  |
| Spike              | Cathy Weseluck                                     | Hannes Maurer                                   |
| Songbird Serenade  | Sia Furler                                         | Maximiliane Häcke                               |
| Tempest Shadow     | Emily Blunt                                        | Maite Kelly                                     |
| Grubber (Mampfer)  | Michael Peña                                       | Karlo Hackenberger                              |
| Sturmkönig         | Liev Schreiber                                     | Gerald Schaale                                  |
| Capper             | Taye Diggs                                         | Gil Ofarim                                      |
| Kapt’n Celaeno     | Zoe Saldana                                        | Anne Wünsche (Dialog) Eva Thärichen (Gesang)    |
| Königin Novo       | Uzo Aduba                                          | Almut Zydra                                     |
| Prinzessin Skystar | Kristin Chenoweth                                  | Beatrice Egli                                   |

## Rezeption
My Little Pony – Der Film spielte am ersten Tag 3 Millionen US-Dollar ein, einschließlich 290.000 US-Dollar von der Donnerstagnacht-Vorschau.
Bis zum 9. Oktober 2017 zählte die Filmrezensionsseite Rotten Tomatoes 18 positive und 13 negative Kritiken zum Film. Als Quintessenz wurde aus den Kritiken herausgelesen, der Film sei „bezaubernd und süß“, werde aber kaum Leute außerhalb der My-Little-Pony-Fangemeinde für sich gewinnen können.

### Auszeichnungen
Der Film erhielt folgende Awards:
| 2018 | Muse Creative Awards | Platinum Winner | Lionsgate | WEBSITE                | Gewonnen |
| 2017 | Davey Awards, US     | Best in Show    | Lionsgate | Best Home Page Website | Gewonnen |